# Ídolo adolescente

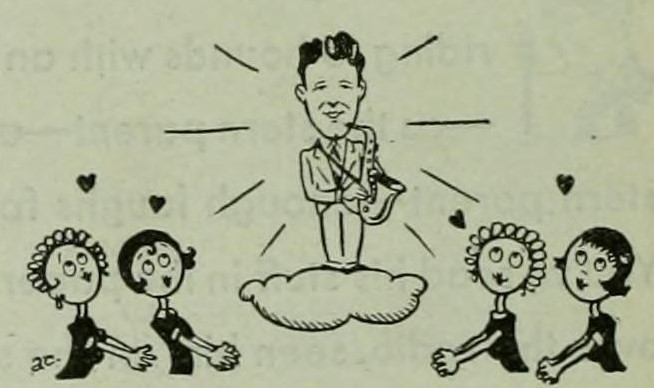
Una caricatura de Rudy Vallée de 1930

Un ídolo adolescente (en inglés teen idol) es una celebridad con una gran base de fanáticos adolescentes. Los ídolos adolescentes son generalmente jóvenes pero no siempre necesariamente adolescentes. A menudo, los ídolos adolescentes son actores, cantantes o músicos. Algunos ídolos adolescentes comenzaron su carrera como niños actores.